# Sancho Panza

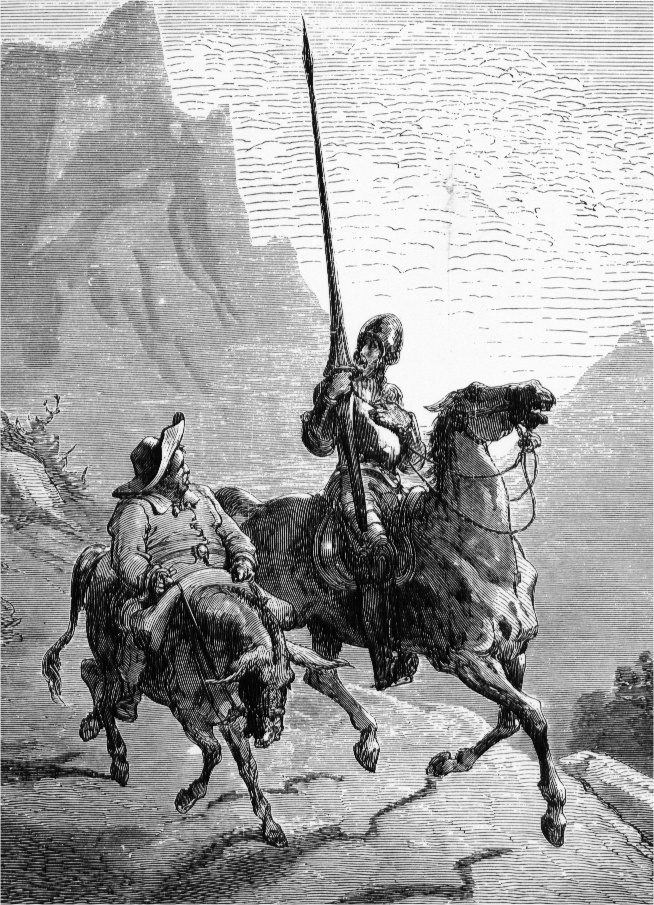
Il·lustració feta per Gustave Doré. Sancho a l'esquerra i Don Quijote a la dreta

Sancho Panza és un dels personatges principals de la novel·la El Quixot, escrita per Miguel de Cervantes Saavedra.
Don Quixot, el personatge principal, es pren per un cavaller medieval i decideix sortir a la recerca d'aventures. La tradició mana que tot cavaller errant tingui un escuder. Per a tal comesa convenç
| « | un labrador vecino suyo, hombre de bien [...], pero de muy poca sal en la mollera. | » |

que es deia Sancho Panza. A diferència del seu senyor, Sancho és un home realista i pràctic que el seguirà fidelment dalt d'un ase, tot i que no entén els seus idealismes. Mentre Don Quixot es dedica a resoldre imaginaris greuges que troba pel camí, el seu escuder, senzill i bonàs, tractarà de dissuadir-lo perquè no es fiqui en complicacions.

## Saviesa popular
El refranyer representa el bagatge cultural popular acumulat a través dels segles. Tradicionalment, el camperol ha recorregut als refranys per resoldre les limitacions culturals i lingüístiques, típiques d'èpoques passades. Les dites populars li permetien manifestar el seu parer i justificar la seva manera de fer de forma ràpida i senzilla; ja que aconseguia resumir tot el seu pensament en una frase que sàviament ho expressava millor i més eficaçment. Sancho és un reflex literari d'aquest costum, i al llarg de l'obra presentarà multitud de dites populars que l'exemplificaran. Heus aquí alguns exemples.
- Donde una puerta se cierra otra se abre.
- No con quien naces, sino con quien paces.
- De noche todos los gatos son pardos.
- Ándeme yo caliente y ríase la gente.
- Cuando a Roma fueres, haz como vieres.

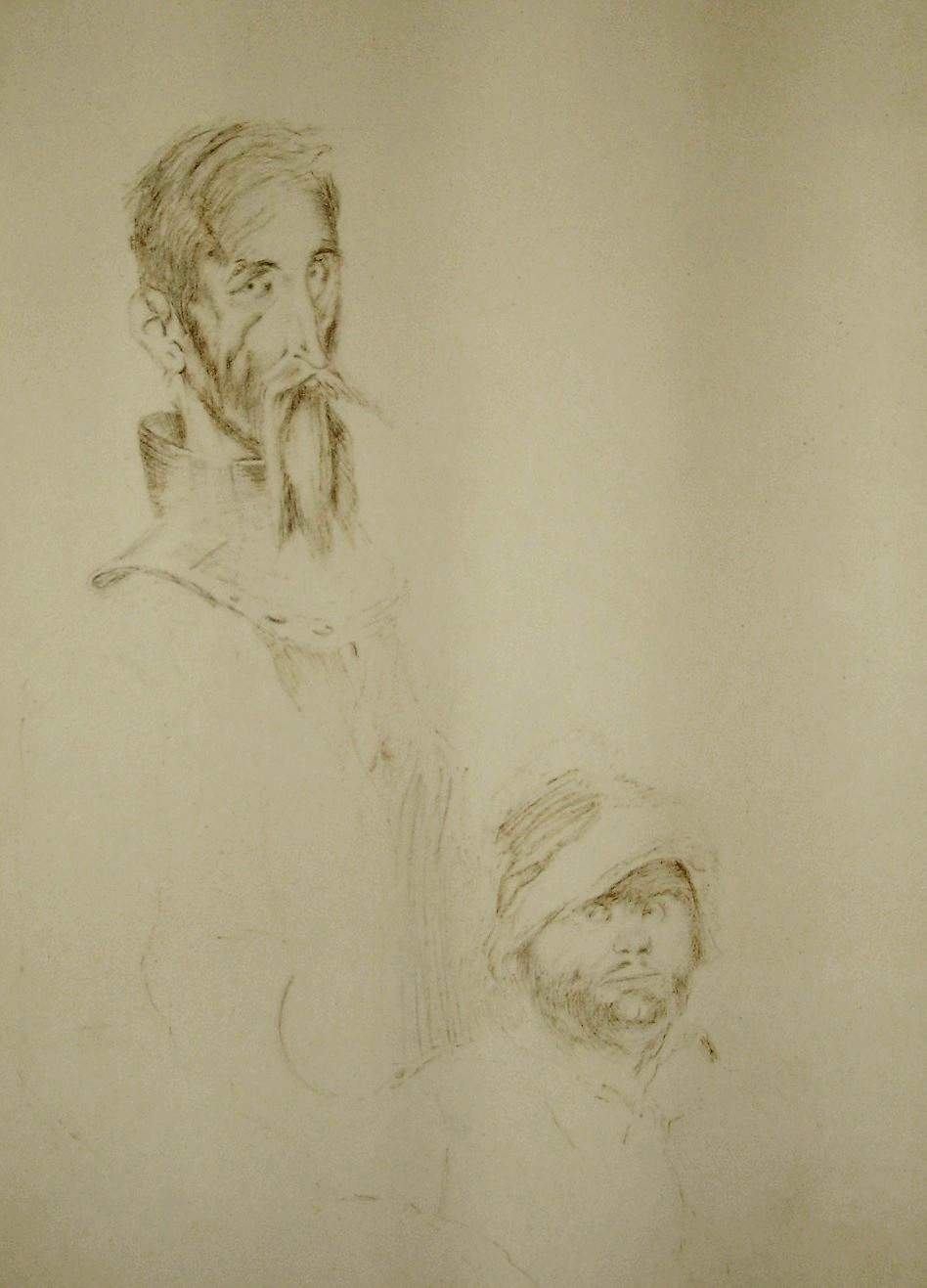
Don Quixot i Sancho Panza

El Quixot, per contra, home culte, s'embolicarà moltes vegades en els seus pensaments, fent-los incomprensibles a Sancho. Sancho recorria a tants refranys, que el Quixot va acabar per dir-li:
| « | –No más refranes, Sancho, pues cualquiera de los que has dicho basta para dar a entender tu pensamiento; y muchas veces te he aconsejado que no seas tan pródigo en refranes y que te vayas a la mano en decirlos; pero paréceme que es predicar en desierto, y "castígame mi madre, y yo trómpogelas". –Paréceme –respondió Sancho– que vuesa merced es como lo que dicen: "Dijo la sartén a la caldera: Quítate allá ojinegra". Estáme reprehendiendo que no diga yo refranes, y ensártalos vuesa merced de dos en dos. –Mira, Sancho –respondió don Quijote–: yo traigo los refranes a propósito, y vienen cuando los digo como anillo en el dedo; pero tráeslos tan por los cabellos, que los arrastras, y no los guías; y si no me acuerdo mal, otra vez te he dicho que los refranes son sentencias breves, sacadas de la experiencia y especulación de nuestros antiguos sabios; y el refrán que no viene a propósito, antes es disparate que sentencia. Pero dejémonos desto, y, pues ya viene la noche, retirémonos del camino real algún trecho, donde pasaremos esta noche, y Dios sabe lo que será mañana. | » |

## Governador
Quan comença la segona part del llibre, la ínsula (illa) de Barataria, promesa per Don Quixot a Sancho, és concedida per un duc, però Sancho no triga a desistir d'aquest ofici perquè no serveix. Les males jugades que li van fer ho corroboraven, ja que tot es tractava d'una burla per part del duc i la duquessa.